# Искусственная трава

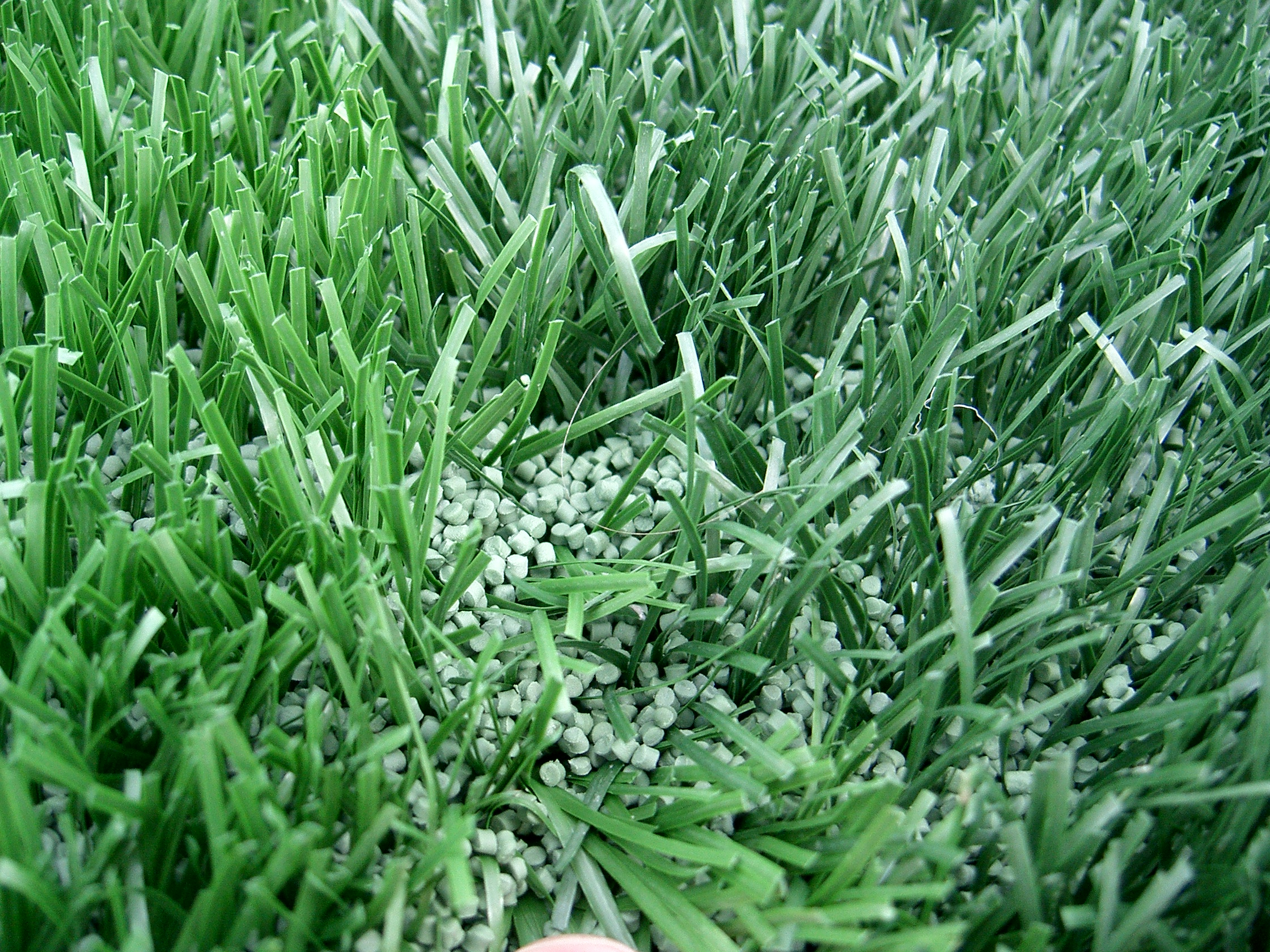
Искусственная трава с серым гранулированным наполнителем

Искусственная трава — синтетическое покрытие, используемое как заменитель натурального газона в регионах (климатических зонах), где отсутствуют условия для фотосинтеза трав спортивной селекции или в условиях интенсивной эксплуатации.

## Назначение
Искусственная трава предназначена для футбольных полей, полей для регби, гольфа, хоккея на траве, теннисных кортов, универсальных спортивных площадок и т. п. Существуют универсальные искусственные травяные покрытия, которые используются для нескольких видов спорта.

## История
Первое упоминание об искусственной траве относится к 1965 году. В Хьюстоне (штат Техас) исследовательская группа под руководством Дэвида Чейни  (декана Текстильного колледжа Университета штата Северная Каролина) создали первый искусственный ковер под названием «AstroTurf». К 1970-м годам искусственная трава широко использовалась на футбольных и бейсбольных площадках США и Канады.
Основными производителями искусственной травы являются компании, выпускающие ковровые покрытия. Это объясняется тем, что технологии ткачества ковровых покрытий и искусственной травы во многом сходны.

## Устройство и эксплуатация
Искусственная трава состоит из трёх основных компонентов:
- непосредственно материала «искусственная трава» — рулонного коврового покрытия, изготовленного методом тафтинга с использованием полиэтиленовой нити, закреплённой в каркасной ткани;
- монтажных материалов: если применяется склеивание, то используются клей и шовная лента; в случае сшивки к ним добавляется синтетическая нить;
- расходных материалов для поддержания необходимых игровых характеристик футбольного поля, например, наполнителя из кварцевого песка и гранулята.

В процессе эксплуатации наполнитель расходуется естественным путём (выносится дождевой водой через дренажные отверстия, в процессе уборки снега, на обуви спортсменов и т. д.). Для обеспечения игровых характеристик футбольного поля требуется поддержание необходимого уровня наполнителя, в связи с чем одним из условий эксплуатации является регулярное (раз в 1—3 месяца) внесение утраченного наполнителя.